# باشگاه فوتبال استقلال تهران در فصل ۸۰–۱۳۷۹
فصل ۸۰–۱۳۷۹ پنجاه و پنجمین سال حضور باشگاه فوتبال استقلال در مسابقات فوتبال در ایران بود. استقلال در این فصل در مسابقات جام آزادگان ۸۰–۱۳۷۹، جام حذفی ۸۰–۱۳۷۹ و جام برندگان جام آسیا ۰۱–۲۰۰۰ شرکت کرد و در پایان موفق به قهرمانی در جام آزادگان شد و در جام حذفی و جام برندگان جام آسیا تا مرحله نیمه‌نهایی پیش رفت.
سامره مهاجم استقلال در پایان لیگ با زدن ۱۴ گل به جدول همراه با رضا صاحبی عنوان آقای گلی فصل را کسب کرد و نامش در جدول آقای گلی ایران ثبت شد.

## پیش زمینه
این فصل آخرین دوره‌ای بود که لیگ آزادگان سطح اول فوتبال ایران نامیده می‌شد و بعد از این فصل لیگ برتر و حرفه‌ای ایران جایگزین جام آزادگان شد. استقلال که در میانه‌های فصل گذشته منصور پورحیدری را جایگزین یوگنی سکوموروخوف کرده بود این فصل را نیز با پورحیدری آغاز کرد.

## بازیکنان
منبع
| ش.          | نام                | م.          | پست         | تاریخ تولد (سن) | آغاز قرارداد | پایان قرارداد | باشگاه قبلی | یادداشت‌ها   |
| دروازه‌بانان | دروازه‌بانان        | دروازه‌بانان | دروازه‌بانان | دروازه‌بانان     | دروازه‌بانان  | دروازه‌بانان   | دروازه‌بانان | دروازه‌بانان |
| ----------- | ------------------ | ----------- | ----------- | --------------- | ------------ | ------------- | ----------- | ----------- |
|             | هادی طباطبایی      |             |             |                 |              |               |             |             |
|             | پرویز برومند       |             |             |                 |              |               |             |             |
|             | مسعود قاسمی        |             |             |                 |              |               |             |             |
| مدافعان     |                    |             |             |                 |              |               |             |             |
|             | جواد زرینچه        |             |             |                 |              |               |             |             |
|             | رضا حسن‌زاده        |             |             |                 |              |               |             |             |
|             | محمود فکری         |             |             |                 |              |               |             |             |
|             | مهدی هاشمی‌نسب      |             |             |                 |              |               |             |             |
|             | ارسطو محمدی        |             |             |                 |              |               |             |             |
|             | محمدرضا مهدوی      |             |             |                 |              |               |             |             |
| هافبک‌ها     |                    |             |             |                 |              |               |             |             |
|             | یدالله اکبری       |             |             |                 |              |               |             |             |
|             | بهزاد داداش‌زاده    |             |             |                 |              |               |             |             |
|             | داریوش یزدانی      |             |             |                 |              |               |             |             |
|             | فرزاد مجیدی        |             |             |                 |              |               |             |             |
|             | محمد نوازی         |             |             |                 |              |               |             |             |
|             | علیرضا اکبرپور     |             |             |                 |              |               |             |             |
|             | سیروس دین‌محمدی     |             |             |                 |              |               |             |             |
|             | علیرضا واحدی‌نیکبخت |             |             |                 |              |               |             |             |
|             | رأفت قلی‌اف         |             |             |                 |              |               |             |             |
|             | مجاهد خذیراوی      |             |             |                 |              |               |             |             |
| مهاجمان     |                    |             |             |                 |              |               |             |             |
|             | علی سامره          |             |             |                 |              |               |             |             |
|             | فرهاد مجیدی        |             |             |                 |              |               |             |             |
|             | مهدی صالح‌پور       |             |             |                 |              |               |             |             |
|             | علی لطیفی          |             |             |                 |              |               |             |             |
|             | احمد مومن‌زاده      |             |             |                 |              |               |             |             |
|             | بهمن طهماسبی       |             |             |                 |              |               |             |             |

## آمار بازیکنان در لیگ
منبع
| ش.          | نام                | بازی        | گل          | پاس         | زرد         | قزمز        | کلینشیت     | یادداشت‌ها   |
| دروازه‌بانان | دروازه‌بانان        | دروازه‌بانان | دروازه‌بانان | دروازه‌بانان | دروازه‌بانان | دروازه‌بانان | دروازه‌بانان | دروازه‌بانان |
| ----------- | ------------------ | ----------- | ----------- | ----------- | ----------- | ----------- | ----------- | ----------- |
|             | هادی طباطبایی      |             |             |             |             |             |             |             |
|             | پرویز برومند       |             |             |             | ۱           | ۱           |             |             |
|             | مسعود قاسمی        |             |             |             |             |             |             |             |
| مدافعان     |                    |             |             |             |             |             |             |             |
|             | جواد زرینچه        |             |             |             | ۱           |             |             |             |
|             | رضا حسن‌زاده        |             |             |             |             |             |             |             |
|             | محمود فکری         |             | ۳           |             | ۴           | ۱           |             |             |
|             | مهدی هاشمی‌نسب      |             | ۳           |             | ۲           | ۱           |             |             |
|             | ارسطو محمدی        |             |             |             |             |             |             |             |
|             | محمدرضا مهدوی      |             |             |             | ۱           |             |             |             |
| هافبک‌ها     |                    |             |             |             |             |             |             |             |
|             | یدالله اکبری       |             |             |             | ۲           |             |             |             |
|             | بهزاد داداش‌زاده    |             |             |             |             |             |             |             |
|             | داریوش یزدانی      |             | ۱           |             |             |             |             |             |
|             | فرزاد مجیدی        |             | ۲           |             | ۲           | ۱           |             |             |
|             | محمد نوازی         |             | ۲           |             | ۲           |             |             |             |
|             | علیرضا اکبرپور     |             | ۲           |             | ۱           |             |             |             |
|             | سیروس دین‌محمدی     |             | ۱           |             | ۲           |             |             |             |
|             | علیرضا واحدی‌نیکبخت |             | ۳           |             | ۸           | ۱           |             |             |
|             | رأفت قلی‌اف         |             | ۳           |             | ۱           |             |             |             |
|             | مجاهد خذیراوی      |             | ۲           |             |             |             |             |             |
| مهاجمان     |                    |             |             |             |             |             |             |             |
|             | علی سامره          |             | ۱۴          |             | ۳           | ۱           |             |             |
|             | فرهاد مجیدی        |             | ۴           |             |             |             |             |             |
|             | مهدی صالح‌پور       |             |             |             |             |             |             |             |
|             | علی لطیفی          |             |             |             |             |             |             |             |
|             | احمد مومن‌زاده      |             | ۵           |             |             |             |             |             |
|             | بهمن طهماسبی       |             | ۳           |             | ۱           |             |             |             |

## نقل و انتقالات
مهدی هاشمی‌نسب، مدافع تیم پرسپولیس، در نقل و انتقالات تابستانی به تیم استقلال پیوست تا مهم‌ترین نقل و انتقال آن فصل انجام شود.

## مرور فصل
استقلال در این فصل باید در سه جام حاضر بود، لیگ آزادگان و جام حذفی در مسابقات داخلی ایران و با توجه به قهرمانی در جام حذفی فصل گذشته در سطح قاره هم باید در مسابقات جام برندگان جام آسیا شرکت کرد. فصل از نیمه‌های مرداد ماه شروع شد و بعد از برگزاری تنها سه هفته بازی‌های متوقف شدند تا تیم ملی ایران در جام ملت‌های آسیا ۲۰۰۰ شرکت کند. بعد از بازگشت تیم ملی برگزاری بازی‌های به سبک تقریباً تمام فصل‌های جام آزادگان بدون نظم و ترتیب پی‌گیری شد و به عنوان مثال دو بازی رفت و برگشت دو تیم تهرانی استقلال و پرسپولیس در فاصله زمانی کمتر از دو ماه برگزار شدند. لیگ آزادگان خیلی زود و در فروردین ماه با قهرمانی مقتدرانه استقلال به پایان رسید و مسابقات جام حذفی به سرعت پس از آن آغاز شدند که استقلال با ترکیبی از بازیکنان امید و تعدادی از بازیکنان بزرگسال در این جام شرکت کرد و تیم استقلال توانست تا مرحله نیمه‌نهایی پیش برود.
جام برندگان جام آسیا ۰۱–۲۰۰۰ نیز به موازات لیگ آزادگان و از اواخر شهریور ماه آغاز شد و استقلال توانست تا مرحله نیمه‌نهایی بازی‌ها پیش برود اما در این بازی با عملکردی قابل انتقاد مغلوب الشباب عربستان شد تا از صعود به دیدار نهایی بازماند.

### لیگ آزادگان
استقلال فصل را با اقتدار شروع کرد و در سه هفته اول موفق به زدن ۱۳ گل در برابر تیمهای پیکان، تراکتورسازی و استقلال رشت شد. مهمترین نکته برای استارت استقلال در فصل هت‌تریک دو مهاجم اول این تیم در دو بازی اول لیگ بود. علی سامره در برابر پیکان و فرهاد مجیدی در بازی با تراکتورسازی موفق به زدن سه گل در یک بازی شدند تا همه به این باور برسند که استقلال فصل کاملاً هجومی را سپری خواهد کرد. جدایی مجیدی در همان آغاز لیگ و مهاجرت به کشور امارات از قدرت هجومی استقلال در این فصل کاست ولی مانع از قهرمانی استقلال در پایان فصل نشد.
استقلال در بازی‌های لیگ تنها دو بازی را واگذار کرد آبی‌پوشان تهرانی ۱۷ بازی اول را بدون شکست سپری کردند و در بازی هجدهم در برابر استقلال رشت با نتیجه یک بر صفر مغلوب شدند. دیگر باخت این تیم در آخرین بازی فصل در برابر پاس تهران بود.
از دیگر نکات قابل ذکر در این فصل کسب چهار امتیاز در شهرآورد تهران بود که شهرآورد رفت با جنجالهایی که داشت با نتیجه ۲–۲ به پایان رسید و شهرآورد برگشت نیز با تک گل اکبرپور به نام آبی‌های تهران ثبت شد تا استقلال بعد از پنج سال موفق به پیروزی در شهرآورد تهران شود.

### جام حذفی
مسابقات جام حذفی در این فصل پس از پایان بازی‌های لیگ آزادگان آغاز شد و استقلال با ترکیبی از بازیکنان امید خود در این مسابقات شرکت کرد. از نکات عجیب مسابقات جام حذفی برگزاری بازی‌ها در ساعات قبل از ظهر بود و بازی‌های استقلال اصولاً ساعت ۱۰ صبح انجام شد. آبی‌پوشان در اولین مرحله با توجه به قانون گل زده در خانه حریف از سد همنام اهوازی خود گذشت و سپس پیکان تهران را در یک بازی پر گل مغلوب کرد و پس از کنار زدن ابومسلم مشهد، بازیکنان جوان استقلال از پس فجرسپاسی بر نیامدن و از صعود به فینال بازماندند.

### جام برندگان جام آسیا
استقلال از اواخر شهریور ماه در یازدهمین دوره مسابقات جام برندگان جام آسیا شرکت کرد و در اولین مرحله الوحده امارات را از پیش رو برداشت، سپس در آبان ماه در هر دو بازی رفت و برگشت السد قطر را شکست داد و در مرحله سوم این بازی‌ها کایرات قزاقستان را مغلوب کرد و به جمع چهار تیم پایانی راه یافت. مرحله پایانی این بازی‌ها به صورت متمرکز در شهر جده عربستان سعودی برگزار شد و استقلال در بازی نیمه نهایی به مصاف تیم میزبان رفت و با گل دقایق پایانی خالد الدوساری با نتیجه ۳ بر ۲ مغلوب الشباب عربستان شد و از راهیابی به فینال بازماند. استقلال در بازی رده‌بندی نیز مغلوب شیمیزو ژاپن شد و به مقام چهارمی بازیها بسنده کرد.

## بازی‌ها

### لیگ آزادگان
| ۱۴ مرداد ۱۳۷۹ ۱ | استقلال تهران                                  | ۴ – ۱ | پیکان تهران                     | تهران                                |
|                 | سامره ۳۳'، ۶۰'، ۹۰' · یزدانی ۶۲' · فرزاد مجیدی | گزارش | احمد کعبیان‌پور  · باغمیشه ۳+۹۰' | ورزشگاه: آزادی تهران داور: علی خسروی |

| ۲۰ مرداد ۱۳۷۹ ۲ | تراکتورسازی تبریز                             | ۱ – ۳ | استقلال تهران                                   | تبریز                                 |
|                 | فیض کریملو ۷۶' · محمد فرشباف  · حبیب پاک‌نژاد  | گزارش | فرهاد مجیدی ۵۲'، ۶۱'، ۹۰' · نوازی · واحدی‌نیکبخت | ورزشگاه: تختی تبریز داور: سعید بطحایی |

| ۲۸ مرداد ۱۳۷۹ ۳ | استقلال تهران                                                                                 | ۶ – ۱ | استقلال رشت | تهران                                     |
|                 | هاشمی‌نسب ۳۵' · محمود فکری ۴۳' · فرهاد مجیدی ۵۲' · مومن‌زاده ۶۰'، ۸۷' · سامره ۷۳' · واحدی‌نیکبخت | گزارش | بنی‌احمد ۲۸' | ورزشگاه: آزادی تهران داور: رحیم رحیمی‌مقدم |

| ۴ شهریور ۱۳۷۹ ۴ | برق شیراز                      | ۰ – ۰ | استقلال تهران             | شیراز                                 |
|                 | آقامحمدی '۲ · شیردل · محمدبیگی | گزارش | هاشمی‌نسب '۲ · فرزاد مجیدی | ورزشگاه: حافظیه شیراز داور: علی خسروی |

| ۵ | استقلال تهران | v | سپاهان اصفهان |  |

| ۱۵ شهریور ۱۳۷۹ ۶ | سایپا تهران                                        | ۲ – ۲ | استقلال تهران                                       | تهران                                |
|                  | خان‌گلی‌زاده ۶' · ابوالقاسم‌پور ۱۰' · شاهین آورند '۸۲ | گزارش | سامره ۶۲' · طهماسبی ۸۷' · همدانی '۸۴ · فکری · نوازی | ورزشگاه: آزادی تهران داور: ایرج نظری |

| ۷ | استقلال تهران | v | پیروزی تهران |  |

| ۲۰ آبان ۱۳۷۹ ۵ | استقلال تهران                 | ۱ – ۱ | سپاهان اصفهان         | تهران                                                   |
|                | هاشمی‌نسب ۶۴' (پنالتی) · مهدوی | گزارش | دهقانی ۱۸' · مجدی '۶۲ | ورزشگاه: آزادی تهران تماشاگران: ۳۰۰۰۰ داور: مسعود مرادی |

| ۱۳ آذر ۱۳۷۹ ۸ | فولاد خوزستان     | ۱ – ۳ | استقلال تهران                                          | اهواز                                                |
|               | سراج ۸۶' · بداوی  | گزارش | سامره ۱۰'، ۴۸'، ۸۰' · واحدی‌نیکبخت · هاشمی‌نسب · زرینچه  | ورزشگاه: تختی اهواز تماشاگران: ۳۰۰۰۰ داور: علی خسروی |

| ۱۸ آذر ۱۳۷۹ ۹ | استقلال تهران                                                            | ۲ – ۱ | فجرسپاسی شیراز               | تهران                                                        |
|               | سامره ۲۸' · نوازی ۳۸' · سامره '۹۰ · همدانی · برومند · فکری · واحدی‌نیکبخت | گزارش | فاطمی ۲' · خرمگاه  · خرمزی   | ورزشگاه: آزادی تهران تماشاگران: ۱۵۰۰۰ داور: فریدون اصفهانیان |

| ۲۳ آذر ۱۳۷۹ ۱۰ | ذوب‌آهن اصفهان           | ۰ – ۲ | استقلال تهران                        | اصفهان                                                |
|                | تقی‌پور  استواری  دهقان  | گزارش | دین‌محمدی ۳۸' · مومن‌زاده ۴۵' · قلی‌اف  | ورزشگاه: فولاد شهر تماشاگران: ۲۵۰۰۰ داور: سعید بطحایی |

| ۴ دی ۱۳۷۹ ۱۱ | استقلال تهران   | ۱ – ۱ | پاس تهران          | تهران                                                 |
|              | واحدی‌نیکبخت ۳۷' | گزارش | خطیبی ۷۳' · کرمی   | ورزشگاه: آزادی تهران تماشاگران: ۲۰۰۰۰ داور: علی خسروی |

| ۹ دی ۱۳۷۹ ۷ (دربی ۵۰) | استقلال تهران                                                           | ۲ – ۲ | پیروزی تهران                                              | تهران                                  |
|                       | نوازی ۷۰' · هاشمی‌نسب ۸۵' · پرویز برومند '۸۸ · هاشمی‌نسب · سامره · همدانی | گزارش | رهبری‌فر ۶۰' (پنالتی) · کریمی ۹۰' · رأفت · پیروانی · حلالی | ورزشگاه: آزادی تهران داور: کیم یونگ جو |

| ۱۵ دی ۱۳۷۹ ۱۲ | پیکان تهران                | ۰ – ۴ | استقلال تهران                                                 | تهران                                                  |
|               | حسین معمار  عباس غفوری‌اصل  | گزارش | مومن‌زاده ۴۹' · قلی‌اف ۵۰' · اکبرپور ۵۳' · خذیراوی ۷۸' · قاسمی  | ورزشگاه: آزادی تهران تماشاگران: ۱۵۰۰۰ داور: جلال مرادی |

| ۱۳ | استقلال تهران | v | تراکتورسازی تبریز |  |

| ۱۴ | استقلال رشت | v | استقلال تهران |  |

| ۱۱ بهمن ۱۳۷۹ ۱۵ | استقلال تهران                                                                       | ۴ – ۲ | برق شیراز                             | تهران                                                  |
|                 | واحدی‌نیکبخت ۱۸' · همدانی ۲۸' · طهماسبی ۷۷'، ۳+۹۰' · واحدی‌نیکبخت · دین‌محمدی · همدانی | گزارش | شیری ۱' · مطوری ۲۵' · شیردل  · یزدی   | ورزشگاه: آزادی تهران تماشاگران: ۱۰۰۰۰ داور: سیامک بخشی |

| ۱۶ بهمن ۱۳۷۹ ۱۶ | سپاهان اصفهان | ۰ – ۲ | استقلال تهران                  | اصفهان                                                     |
|                 |               | گزارش | همدانی ۲۹'، ۴۱' · واحدی‌نیکبخت  | ورزشگاه: ۲۲ بهمن اصفهان تماشاگران: ۲۵۰۰۰ داور: مسعود مرادی |

| ۲۳ بهمن ۱۳۷۹ ۱۷                                                            | استقلال تهران                                      | ۲ – ۰ | سایپا تهران            | تهران                                                  |
|                                                                            | فرزاد مجیدی ۱۸' · سامره ۸۷' · واحدی‌نیکبخت · همدانی | گزارش | جمشیدی  ابوالقاسم‌پور   | ورزشگاه: آزادی تهران تماشاگران: ۱۰۰۰۰ داور: جلال مرادی |
| یادداشت: محمد مایلی‌کهن سرمربی تیم سایپا در دقیقه ۳۹ از روی نیمکت اخراج شد. |                                                    |       |                        |                                                        |

| ۲۷ بهمن ۱۳۷۹ ۱۳ | استقلال تهران                                                | ۵ – ۱ | تراکتورسازی تبریز                       | تهران                                                 |
|                 | سامره ۵'، ۹۰' · فرزاد مجیدی ۴۵' · خذیراوی ۵۳' · مومن‌زاده ۷۸' | گزارش | ارنیک مارکوسیان ۸۰' · محمودی  · رستمی   | ورزشگاه: آزادی تهران تماشاگران: ۲۰۰۰۰ داور: علی خسروی |

| ۵ اسفند ۱۳۷۹ ۱۸ (دربی ۵۱) | پیروزی تهران | ۰ – ۱ | استقلال تهران        | تهران                                                           |
|                           | باهنر        | گزارش | اکبرپور ۷۳' · همدانی | ورزشگاه: آزادی تهران تماشاگران: ۱۰۰۰۰۰ داور: پاسکواله رودومونتی |

| ۲۰ اسفند ۱۳۷۹ ۱۴ | استقلال رشت                                                           | ۱ – ۰            | استقلال تهران                                            | رشت                                                |
| | ؟  '۳۰ · پرنیان‌فر ۳۰' · افشین ناظمی  · محمدرضا رشیدسیما  · سعید بیات  | گزارش خلاصه بازی | هاشمی‌نسب ۷۴ · واحدی‌نیکبخت · اکبری · فکری '؟ · همدانی '؟  | ورزشگاه: عضدی رشت تماشاگران: ۱۰۰۰۰ داور: علی خسروی |
| یادداشت: محمود فکری در دقیقه ۲۸ بر روی شاهین بنی احمد مرتکب خطای پنالتی شد. شهرام پرنیان‌فر در ریباند ضربه پنالتی، توپ را تبدیل به گل کرد. ضربه پنالتی استقلال تهران به خاطر خطا بر روی ستار همدانی اعلام شد. |                                                                       |                  |                                                          |                                                    |

| ۹ فروردین ۱۳۸۰ ۱۹ | استقلال تهران               | ۲ – ۱ | فولاد خوزستان                  | تهران                                        |
|                   | واحدی‌نیکبخت ۴۴' · سامره ۶۸' | گزارش | سراج ۷' · سعداوی  · خلیفه‌اصل   | ورزشگاه: شیرودی تهران داور: فریدون اصفهانیان |

| ۱۹ فروردین ۱۳۸۰ ۲۰ | فجرسپاسی شیراز                           | ۲ – ۳ | استقلال تهران                                               | شیراز                                                     |
|                    | فاطمی ۲۶' (پنالتی) · خرم‌زی ۶۸' · رجب‌زاده | گزارش | واحدی‌نیکبخت '۲۴ · سامره ۳۱' · قلی‌اف ۶۶'، ۷۸' · اکبری · فکری | ورزشگاه: حافظیه شیراز  تماشاگران: ۲۰۰۰۰ داور: مسعود مرادی |

| ۲۵ فروردین ۱۳۸۰ ۲۱ | استقلال تهران                                          | ۲ – ۱ | ذوب‌آهن اصفهان                                    | تبریز                                                   |
|                    | فکری ۵۹' · موسوی ۷۷' · همدانی '۶۵ · دین‌محمدی · اکبرپور | گزارش | صاحبی ۶۱' (پنالتی) · امیدیان · حقدوست · پطروسیان | ورزشگاه: تختی تبریز تماشاگران: ۲۵۰۰۰۰ داور: سعید بطحایی |

| ۳۰ فروردین ۱۳۸۰ ۲۲                            | پاس تهران                                                       | ۲ – ۱ | استقلال تهران                  | مشهد                                                 |
|                                               | یوسفی ۱۵' · خطیبی ۶۷' · لطیفی '؟ · پاشایی '؟ · رفیعی‌فر · پاشایی | گزارش | فکری ۴۳'، · طهماسبی · مجیدی '؟ | ورزشگاه: تختی مشهد  تماشاگران: ۱۰۰۰۰ داور: ایرج نظری |
| یادداشت: هر سه بازیکن در نیمه اول اخراج شدند. |                                                                 |       |                                |                                                      |

#### جایگاه در جدول
| # | تیم           | بازی | برد | مساوی | باخت | گلِ‌زده | گلِ‌خورده | تفاضل | امتیاز |
| - | ------------- | ---- | --- | ----- | ---- | ----- | ------- | ----- | ------ |
| ۱ | استقلال تهران | ۲۲   | ۱۵  | ۵     | ۲    | ۵۲    | ۲۱      | ۳۱    | ۵۰     |
| ۲ | پیروزی        | ۲۲   | ۱۳  | ۷     | ۲    | ۳۶    | ۱۶      | ۲۰    | ۴۶     |
| ۳ | سایپا         | ۲۲   | ۸   | ۹     | ۵    | ۲۹    | ۲۷      | ۲     | ۳۳     |
| ۴ | ذوب آهن       | ۲۲   | ۷   | ۹     | ۶    | ۳۰    | ۲۲      | ۸     | ۳۰     |

### جام حذفی
| ۱۰ اردیبهشت ۱۳۸۰ 1/16 نهایی | استقلال اهواز                                             | ۲ – ۲ | استقلال تهران                               | اهواز                                                  |
|                             | کمالی ۵۸' · عیدی‌زاده ۷۵' · علی محمد غیبی  · محمد عارف‌‌نیا  | گزارش | طهماسبی ۳' · سامره ۸۳' · قلی‌اف · داداش‌زاده  | ورزشگاه: تختی اهواز تماشاگران: ۲۵۰۰۰ داور: مسعود مرادی |

| ۱۷ اردیبهشت ۱۳۸۰ 1/16 نهایی | استقلال تهران                               | ۱ – ۱ | استقلال اهواز                | تهران                                              |
|                             | سامره ۲۰' · واحدی‌نیکبخت · زرینچه · هاشمی‌نسب | گزارش | رسول‌زاده ۵۴' · محمود احمدی   | ورزشگاه: شیرودی تماشاگران: ۱۰۰۰۰ داور: مهدی هنروری |

| ۵ تیر ۱۳۸۰ نیمه‌نهایی | استقلال تهران                    | ۲ – ۲ | فجرسپاسی شیراز        | تهران                                |
| ۱۰:۰۰                | بیگی ۸۵' · هاشمی‌نسب ۸۹' (پنالتی) | گزارش | رضایی ۱۷' · وزیری ۲۲' | ورزشگاه: شیرودی داور: رحیم رحیمی‌مقدم |

### جام برندگان جام آسیا
| ۲۴ شهریور ۱۳۷۹ 1/16 نهایی | الوحده امارات                              | ۳–۲   | استقلال ایران                  | ابوظبی، امارات            |
|                           | الامین کونته ۵' · جیری ۷۰' · بشیر سعید ۸۸' | گزارش | واحدی‌نیکبخت ۶۷' · هاشمی‌نسب ۸۵' | ورزشگاه: آل نهیان داور: ؟ |

| ۱ مهر ۱۳۷۹ 1/16 نهایی | استقلال ایران                                                                       | ۴–۰   | الوحده امارات  | تهران، ایران                         |
|                       | فرهاد مجیدی ۳'، ۷۰' · همدانی ۴۵' · اکبرپور ۷۵' · سامره · مجیدی · واحدی‌نیکبخت · فکری | گزارش | عبدالسلام جمعه | ورزشگاه: آزادی تهران داور: مرشود حسن‌‏ |

| ۱۳ آبان ۱۳۷۹ 1/8 نهایی | السد قطر | ۰–۱   | استقلال ایران                          | دوحه، قطر                                            |
|                        |          | گزارش | سامره ۷۱' · مجیدی · دین‌محمدی · اکبرپور | ورزشگاه: الدوم قطر تماشاگران: ۵۰۰۰ داور: نصرالله حاج |

| ۲۷ آبان ۱۳۷۹ 1/8 نهایی | استقلال ایران                                    | ۲–۱   | السد قطر                                                                          | تهران، ایران                                              |
|                        | فرزاد مجیدی ۱۲' · واحدی‌نیکبخت ۲۳' · فکری · مجیدی | گزارش | فهد محمد الکواری ۶۳' · عبدالرحمان محمود  · محمود محمد الزیارا  · جوزوف اوجوابندا  | ورزشگاه: آزادی تهران تماشاگران: ۴۰۰۰۰ داور: صباح قاسم خلف |

| ۱۲ اسفند ۱۳۷۹ 1/4 نهایی | قایرات قزاقستان | ۰–۰   | استقلال ایران | آلماتی، قزاقستان                                          |
|                         | سرگئی پاکوسی    | گزارش |               | ورزشگاه: مرکزی آلماتی تماشاگران: ۳۰۰۰ داور: بالو سانداراچ |

| ۲۶ اسفند ۱۳۷۹ 1/4 نهایی | استقلال ایران                                                     | ۳–۰   | قایرات قزاقستان | تهران، ایران                              |
|                         | یلوسینوف ۴۹' (گل‌به‌خودی) · دین‌محمدی ۶۴' · سامره ۷۶' · فکری · موسوی | گزارش |                 | ورزشگاه: آزادی تهران داور: علاء عبدالقدیر |

| ۲۷ اردیبهشت ۱۳۸۰ نیمه‌نهایی | الشباب عربستان                                                           | ۳–۲   | استقلال ایران                                                                | جده، عربستان                                  |
|                            | سعید العویران ۱۶' (پنالتی) · عبداله شهران ۵۷' · خالد الدوساری ۸۷' · فهد  | گزارش | نوازی ۲۸' (پنالتی) · مومن‌زاده ۶۰' · برومند · زرینچه · مومن‌زاده · واحدی‌نیکبخت | ورزشگاه: امیر عبدالله فیصل داور: کیم تای یونگ |

| ۲۹ اردیبهشت ۱۳۸۰ رده‌بندی | شیمیزو ژاپن                         | ۳–۱ | استقلال ایران           | جده، عربستان                       |
|                          | تاکوما کوگا ۱۹' · یوکویاما ۷۶'، ۹۰' |     | واحدی‌نیکبخت ۳۴' · نوازی | ورزشگاه: امیر عبدالله فیصل داور: ؟ |

### بازی دوستانه
| ۱۰ تیر ۱۳۷۹ دوستانه ۱ | منتخب استقلال و پاس                             | ۴–۴ | منتخب صنعت                                         | تهران                                            |
|                       | لطیفی ۳۱' · فرزاد مجیدی ۵۰'، ۶۶' · تیموریان ۸۳' |     | موسوی · گل‌چشمه ۵۷' · اکبری ۷۰' (پنالتی) · رجبی ۸۹' | ورزشگاه: آزادی تماشاگران: ۵۰۰۰ داور: مهدی هنروری |

| ۲۷ تیر ۱۳۷۹ دوستانه ۲                                             | ناپرداک یوگسلاوی | ۱–۱   | استقلال ایران | کروشواس، یوگسلاوی (۱) |
|                                                                   | ؟ ۸۳'            | گزارش | مجیدی ۵۵'     | تماشاگران: ۵۰۰۰       |
| یادداشت: [https://en.wikipedia.org/wiki/FK_Napredak_Kru%C5%A1evac |                  |       |               |                       |

| ۲۹ تیر ۱۳۷۹ دوستانه ۳ | میلیتسیونار یوگسلاوی | ۴–۲   | استقلال ایران                   | نووی ساد، یوگسلاوی(۲) |
|                       |                      | گزارش | اکبرپور ؟' · همدانی ؟' (پنالتی) | ورزشگاه: ؟            |

| ۶ مرداد ۱۳۷۹ دوستانه ۴                           | استقلال تهران                       | ۳–۱ | برق شیراز  | تهران                   |
|                                                  | هاشمی‌نسب ۴۶' · سامره ۴۸' · فکری ۸۷' |     | نیک‌سیرت ۸' | ورزشگاه: مرغوبکار تهران |
| یادداشت: این بازی در سه وقت ۳۵ دقیقه‌ای برگزار شد |                                     |     |            |                         |

| ۹ مرداد ۱۳۷۹ دوستانه ۵ | استقلال تهران                               | ۶–۰ | بانک ملی تهران | تهران                        |
|                        | اکبرپور · سامره · همدانی‌ · مومن‌زاده · قلی‌اف |     |                | ورزشگاه: زمین شماره دو آزادی |

| ۱۸ مهر ۱۳۷۹ دوستانه ۶ | استقلال تهران                                | ۷ – ۳ | استقلال جویبار | تهران                        |
|                       | قلی‌اف · دین‌محمدی · اکبرپور · سامره · صالح‌پور |       |                | ورزشگاه: زمین شماره دو آزادی |

| ۲۸ مهر ۱۳۷۹ دوستانه ۷ | سپیدرود رشت | ۰–۴ | استقلال تهران                         | رشت               |
|                       |             |     | قلی‌اف · صالح‌پور · طهماسبی · داداش‌زاده | ورزشگاه: عضدی رشت |

| ۵ آبان ۱۳۷۹ دوستانه ۸ | استقلال تهران   | ۲–۲ | وحدت آبادان | تهران      |
|                       | سامره · اکبرپور |     | ؟ · ؟       | ورزشگاه: ؟ |

| ۲۷ دی ۱۳۷۹ دوستانه ۹ | استقلال تهران | ۱–۱ | استقلال نوین تهران | تهران                   |
|                      | ؟             |     | ؟                  | ورزشگاه: مرغوبکار تهران |

| ۱۸ اسفند ۱۳۷۹ دوستانه ۱۰                                                           | النصر امارات                    | ۲–۶   | استقلال ایران                                                      | دبی، امارات                                       |
|                                                                                    | فرهاد مجیدی ۳۰' · ثانی سالم ۹۰' | گزارش | فرزاد مجیدی ۱۹' · موسوی ۳۰' · اکبرپور ۴۶'، ۶۳' · دین‌محمدی ۵۵'، ۷۳' | ورزشگاه: آل مکتوم داور: علی بوسیم عبدالله البنایی |
| یادداشت: این بازی در دو نیمه ۴۰ دقیقه‌ای برگزار شد. این بازی توسط دو داور قضاوت شد. |                                 |       |                                                                    |                                                   |

| ۲۱ اردیبهشت ۱۳۸۰ دوستانه ۱۱ | استقلال تهران                            | ۴ – ۲ | آرارات تهران               | تهران               |
|                             | مومن‌زاده · دین‌محمدی · هاشمی‌نسب · طهماسبی |       | ؟ · فرزاد مجیدی (گل‌به‌خودی) | ورزشگاه: تختی تهران |

۱-FK Napredak Kruševac
۲-FK_Milicionar

## آمار فصل

### عملکرد کلی تیم در فصل
| عنوان بازیها    | بازی | برد | مساوی | باخت | گل‌زده | گل‌خورده | تفاضل | درصد امتیاز |
| --------------- | ---- | --- | ----- | ---- | ----- | ------- | ----- | ----------- |
| لیگ آزادگان     | ۲۲   | ۱۵  | ۵     | ۲    | ۵۲    | ۲۱      | ۳۱    | ۶۸٪         |
| جام حذفی        | ۷    | ۲   | ۳     | ۲    | ۱۳    | ۱۰      | ۳     | ۲۹٪         |
| جام در جام آسیا | ۸    | ۴   | ۱     | ۳    | ۱۵    | ۱۰      | ۵     | ۵۰٪         |
| جمع             | ۳۷   | ۲۱  | ۹     | ۷    | ۸۰    | ۴۱      | ۳۹    | ۵۷٪         |

### تعداد بازی
| #  | بازیکن             | مسابقات     | مسابقات  | مسابقات         | جمع |
| #  | بازیکن             | لیگ آزادگان | جام حذفی | جام در جام آسیا | جمع |
| -- | ------------------ | ----------- | -------- | --------------- | --- |
| ۱  | جواد زرینچه        | ۲۲          | ۱        | ۸               | ۳۱  |
| ۲  | علیرضا واحدی‌نیکبخت | ۱۸          | ۶        | ۷               | ۳۱  |
| ۳  | محمود فکری         | ۲۰          | ۲        | ۷               | ۲۹  |
| ۴  | علی سامره          | ۱۹          | ۲        | ۸               | ۲۹  |
| ۵  | فرزاد مجیدی        | ۱۹          | ۲        | ۷               | ۲۸  |
| ۶  | مهدی هاشمی‌نسب      | ۱۸          | ۲        | ۸               | ۲۸  |
| ۷  | سیروس دین‌محمدی     | ۱۷          | ۳        | ۶               | ۲۶  |
| ۸  | علیرضا اکبرپور     | ۱۶          | ۱        | ۸               | ۲۵  |
| ۹  | مجاهد خذیراوی      | ۱۵          | ۵        | ۴               | ۲۴  |
| ۱۰ | ستار همدانی        | ۱۴          | ۲        | ۶               | ۲۲  |
| ۱۱ | بهمن طهماسبی       | ۱۲          | ۵        | ۱               | ۱۸  |
| ۱۲ | احمد مومن‌زاده      | ۱۱          | ۲        | ۵               | ۱۸  |
| ۱۳ | یدالله اکبری       | ۱۲          | ۱        | ۴               | ۱۷  |
| ۱۴ | محمد نوازی         | ۹           | ۰        | ۸               | ۱۷  |
| ۱۵ | هادی طباطبایی      | ۱۰          | ۳        | ۳               | ۱۶  |
| ۱۶ | رافت قلی‌اف         | ۱۰          | ۲        | ۴               | ۱۶  |
| ۱۷ | بهزاد داداش‌زاده    | ۱۰          | ۵        | ۰               | ۱۵  |
| ۱۸ | پرویز برومند       | ۸           | ۰        | ۵               | ۱۳  |
| ۱۹ | محمدرضا مهدوی      | ۶           | ۰        | ۴               | ۱۰  |
| ۲۰ | مهدی صالح‌پور       | ۴           | ۶        | ۰               | ۱۰  |
| ۲۱ | مسعود قاسمی        | ۵           | ۴        | ۰               | ۹   |
| ۲۲ | داریوش یزدانی      | ۵           | ۰        | ۳               | ۸   |
| ۲۳ | رامین محرم‌نژاد     | ۲           | ۶        | ۰               | ۸   |
| ۲۴ | ارسطو محمدی        | ۷           | ۰        | ۰               | ۷   |
| ۲۵ | فرهاد مجیدی        | ۵           | ۰        | ۲               | ۷   |
| ۲۶ | سعید بیگی          | ۱           | ۶        | ۰               | ۷   |
| ۲۷ | علی موسوی          | ۴           | ۰        | ۲               | ۶   |
| ۲۸ | علی باقری          | ۰           | ۵        | ۰               | ۵   |
| ۲۹ | مرتضی هاشمی‌زاده    | ۰           | ۵        | ۰               | ۵   |
| ۳۰ | حمید تبریزی        | ۰           | ۵        | ۰               | ۵   |
| ۳۱ | فرزاد آشوبی        | ۰           | ۴        | ۰               | ۴   |
| ۳۲ | حمید محمدخانی      | ۰           | ۴        | ۰               | ۴   |
| ۳۳ | پیروز قربانی       | ۰           | ۴        | ۰               | ۴   |
| ۳۴ | مهدی شعبان‌یزدی     | ۰           | ۴        | ۰               | ۴   |
| ۳۵ | علی لطیفی          | ۲           | ۰        | ۰               | ۲   |

### گلزن‌ها
| ردیف       | پُست        | گلزنان             | جام آزادکان | جام حذفی | جام برندگان | جمع |
| ---------- | ---------- | ------------------ | ----------- | -------- | ----------- | --- |
| ۱          | مهاجم      | علی سامره          | ۱۴          | ۲        | ۲           | ۱۸  |
| ۲          | هافبک      | علیرضا واحدی‌نیکبخت | ۳           | ۲        | ۳           | ۸   |
| ۳          | مهاجم      | احمد مومن‌زاده      | ۵           | ۰        | ۱           | ۶   |
| ۴          | مهاجم      | فرهاد مجیدی        | ۴           | ۰        | ۲           | ۵   |
| ۵          | مدافع      | مهدی هاشمی‌نسب      | ۳ (۱)       | ۱ (۱)    | ۱           | ۵   |
| ۶          | هافبک      | فرزاد مجیدی        | ۲           | ۰        | ۱           | ۳   |
| ۷          | مهاجم      | طهماسبی            | ۳           | ۱        | ۰           | ۴   |
| ۸          | هافبک      | ستار همدانی        | ۳           | ۰        | ۱           | ۴   |
| ۹          | مهاجم      | مهدی صالح‌پور       | ۰           | ۴        | ۰           | ۴   |
| ۱۰         | هافبک      | محمود فکری         | ۳           | ۰        | ۰           | ۳   |
| ۱۲         | هافبک      | رافت قلی‌اف         | ۳           | ۰        | ۰           | ۳   |
| ۱۳         | هافبک      | محمد نوازی         | ۲           | ۰        | ۱ (۱)       | ۳   |
| ۱۴         | مهاجم      | علی اکبرپور        | ۲           | ۰        | ۱           | ۳   |
| ۱۵         | مهاجم      | مجاهد خذیراوی      | ۲           | ۱        | ۰           | ۳   |
| ۱۶         | هافبک      | سیروس دین‌محمدی     | ۱           | ۰        | ۱           | ۲   |
| ۱۷         | هافبک      | داریوش یزدانی      | ۱           | ۰        | ۰           | ۱   |
| ۱۸         | مهاجم      | علی موسوی          | ۱           | ۰        | ۰           | ۱   |
| ۱۹         | هافبک      | حمید تبریزی        | ۰           | ۱        | ۰           | ۱   |
| ۲۰         | مدافع      | سعید بیگی          | ۰           | ۱        | ۰           | ۱   |
| گل به خودی | گل به خودی | گل به خودی         | ۰           | ۰        | ۱           | ۱   |
|            |            | جمع                | ۵۲          | ۱۳       | ۱۵          | ۸۰  |

اعداد آبی رنگ : تعداد گلهای زده شده از نقطه پنالتی
** گل به خودی بازیکنان حریف :
۱- یلوسینوف بازیکن کایرات قزاقستان در بازیهای جام برندگان آسیا
استقلال در این فصل صاحب چهار ضربه پنالتی شد که سه پنالتی گل شد و مهدی هاشمی‌نسب در گل کردن یک پنالتی ناموفق بود. دو پنالتی توسط هاشمی‌نسب و یک پنالتی توسط نوازی تبدیل به گل شدند.

### تفکیک عملکرد مربیان
| عنوان بازیها      | بازی | برد | مساوی | باخت | گل‌زده | گل‌خورده | تفاضل | درصد برد |
| ----------------- | ---- | --- | ----- | ---- | ----- | ------- | ----- | -------- |
| منصور پورحیدری    |      |     |       |      |       |         |       |          |
| لیگ برتر          | ۲۲   | ۱۵  | ۵     | ۲    | ۵۲    | ۲۱      | ۳۱    | ۶۸٪      |
| جام حذفی          | ۲    | ۰   | ۲     | ۰    | ۳     | ۳       | ۰     | ۰        |
| جام در جام آسیا   | ۸    | ۴   | ۱     | ۳    | ۱۵    | ۱۰      | ۵     | ۵۰٪      |
| رضا احدی          |      |     |       |      |       |         |       |          |
| جام حذفی          | ۵    | ۲   | ۱     | ۲    | ۱۰    | ۷       | ۳     | ۴۰٪      |
| جمع عملکرد مربیان |      |     |       |      |       |         |       |          |
| منصور پورحیدری    | ۳۲   | ۱۹  | ۸     | ۵    | ۷۰    | ۳۴      | ۳۶    | ۵۹٪      |
| رضا احدی          | ۵    | ۲   | ۱     | ۲    | ۱۰    | ۷       | ۳     | ۴۰٪      |

### کاپیتان‌های فصل
| رده | نام             | جام آزادکان | جام حذفی | جام برندگان | جمع |
| --- | --------------- | ----------- | -------- | ----------- | --- |
| ۱   | جواد زرینچه     | ۲۲          | ۱        | ۸           | ۳۱  |
| ۲   | بهزاد داداش‌زاده | ۰           | ۲        | ۰           | ۲   |
| ۳   | محمود فکری      | ۰           | ۱        | ۰           | ۱   |
| ۴   | سیروس دین‌محمدی  | ۰           | ۱        | ۰           | ۱   |
| ۵   | هادی طباطبایی   | ۰           | ۱        | ۰           | ۱   |
| ۶   | مسعود قاسمی     | ۰           | ۱        | ۰           | ۱   |

- فقط کاپیتان‌هایی که بازی را شروع کرده‌اند در این جدول قرار گرفته‌اند و کاپیتان‌های تعویضی محاسبه نشده‌اند.